# Cucina chietina

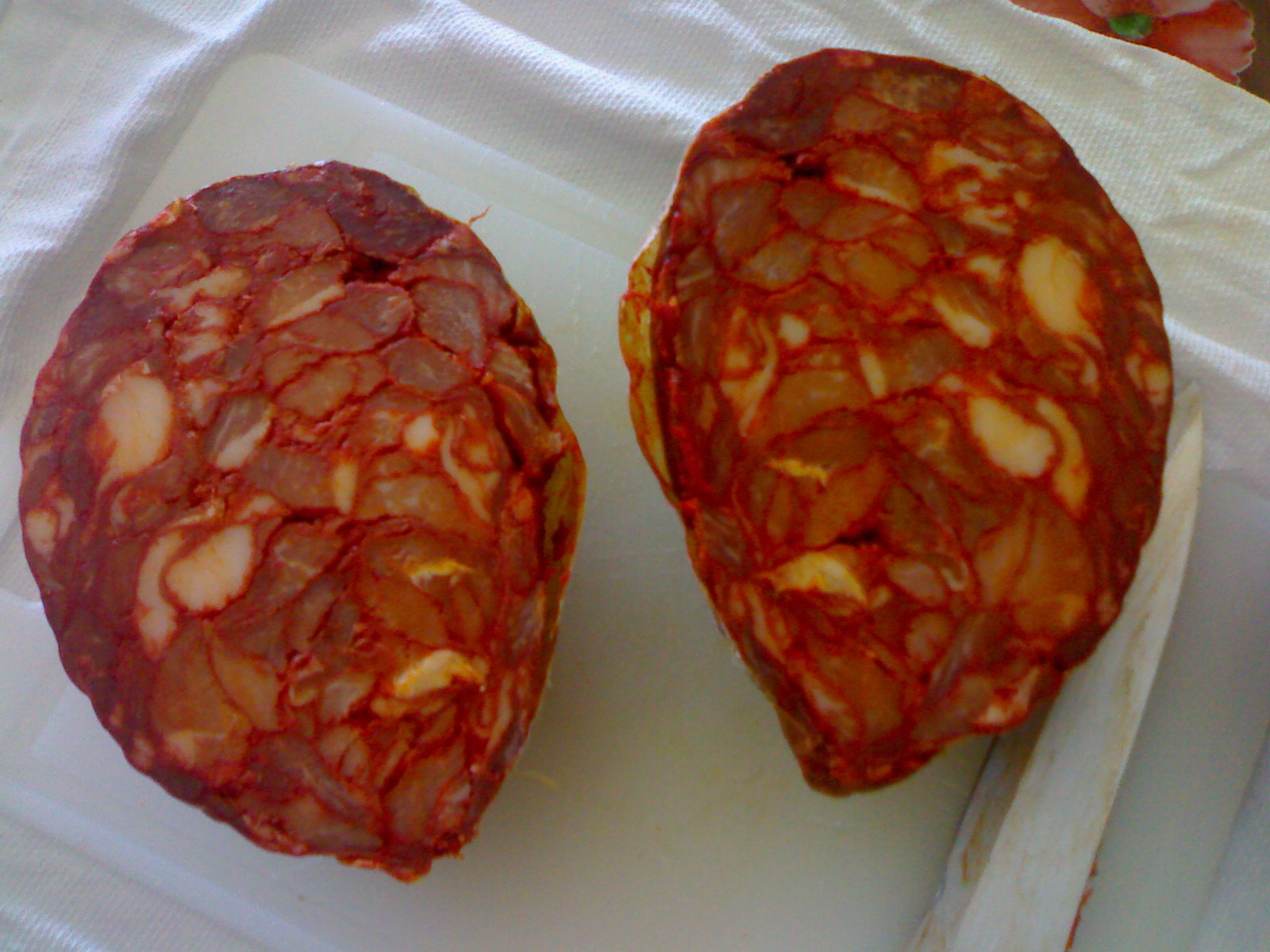
Ventricina vastese, salume tipico della cucina chietina

La cucina chietina o teatina è l'insieme dei piatti della tradizione culinaria di Chieti e delle zone limitrofe. La cucina chietina risente della vicinanza con il mare Adriatico e trae anche origine dalle tradizioni contadine e pastorali di montagna e delle colline circostanti.

## Primi piatti

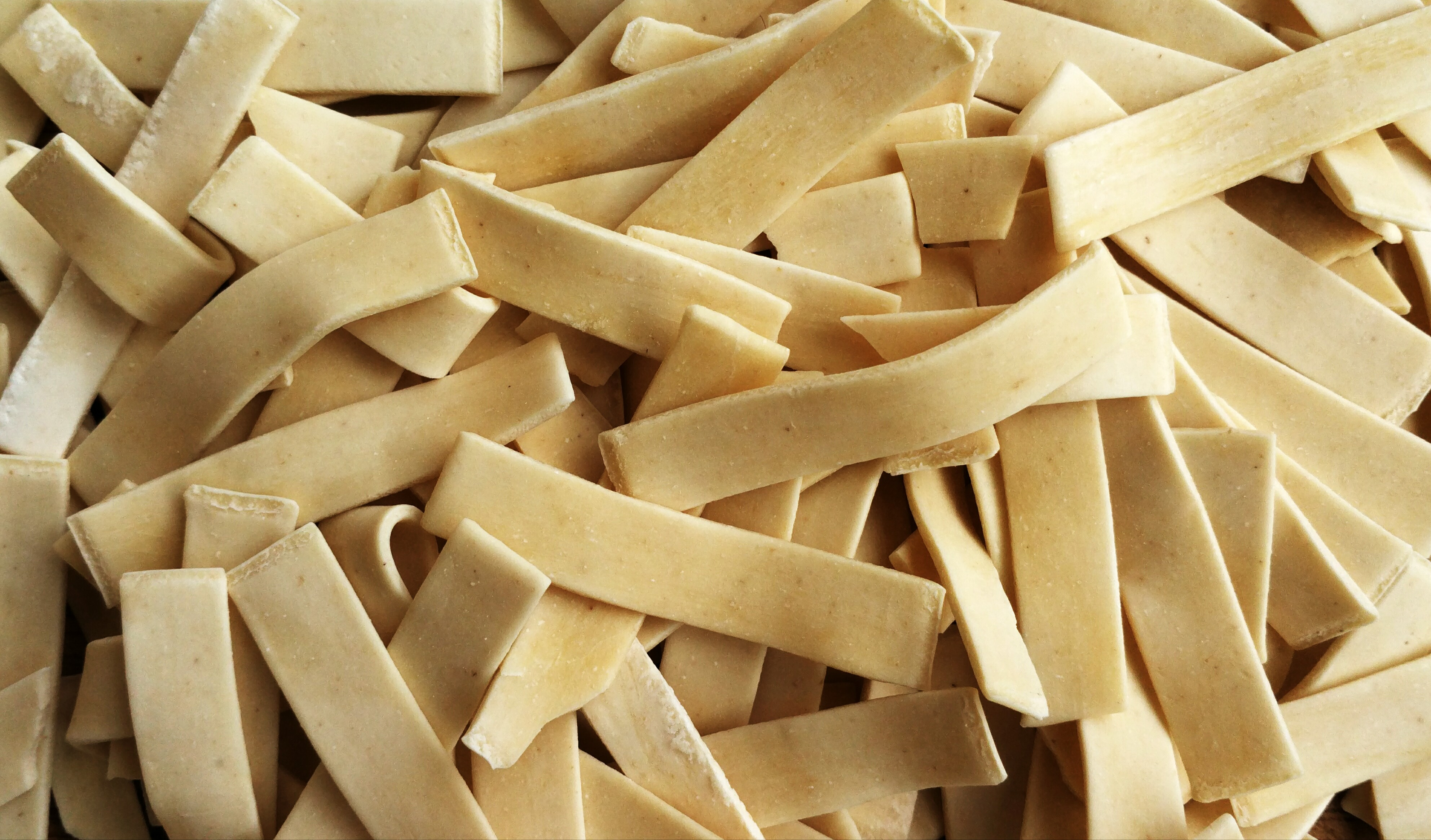
Sagne

Tra i primi piatti troviamo oltre ai maccheroni alla chitarra, il rintrocilo; è una pasta (impasto povero e senza uova, solo grano duro e acqua) lunga tipica del lancianese. In genere si fa con il sugo di pecora o con il tipico ragù di castrato (in dialetto sughe d'agnelle). La sezione è quadrata e può arrivare a 5 mm di diametro. Un tempo, durante le feste, le massaie capaci di stendere il rintrocilo erano chiamate dalle famiglie più ricche per il pranzo di Natale. Questo piatto infatti per molte famiglie frentane è considerato il vero primo piatto natalizio; altro piatto tipico sono le sagne a pezze e cicerchie chiamate anche tacconelle che rientrano tra i prodotti agroalimentari tradizionali abruzzesi.

## Carne, salumi, pesce e formaggi

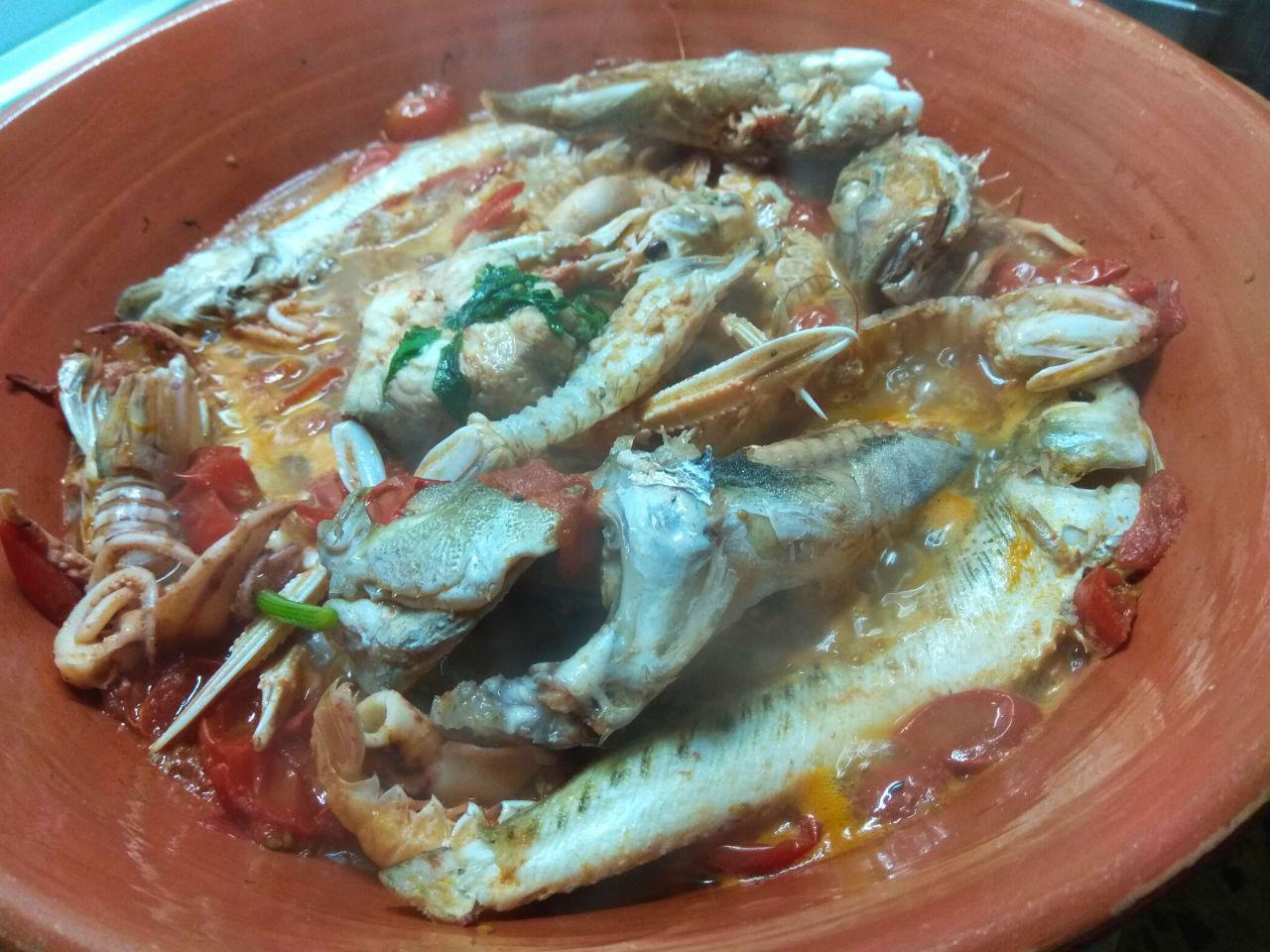
Brodetto alla vastese

Per quanto riguarda i prodotti di carne tipici sono gli arrosticini di pecora, la ventricina chietina, il coniglio alla chietina; tra i salumi da ricordare il Salsicciotto di Pennapiedimonte e l'U Sprusciat di Pizzoferrato; per quanto riguarda il pesce, tipici del Vastese sono due piatti di pesce famosi in tutta la regione, lo scapece alla vastese, tipico pesce del litorale chietino, per la sua preparazione si utilizzano pezzi di palombo o razza, infarinati, fritti nell'olio di semi e posti a marinare nell'aceto aromatizzato con lo zafferano, da cui assume la tipica colorazione gialla e il Brodetto alla vastese a cui vengono aggiunti pomodorini
aglio, peperoni, prezzemolo, olio e sale. Anche il baccalà viene consumato regolarmente, soprattutto nel periodo natalizio.

## Verdure, ortaggi, legumi, frutta
Si possono menzionare tra gli altri, prodotti come l'Olive intosso, il Carciofo del vastese, il peperone rosso di Altino, la Patata di montagna del Medio Sangro, la Ciliegia di Giuliano Teatino e Raiano, la Cipolla bianca di Fara Filiorum Petri, l'Uva di Tollo e Ortona e gli Agrumi della Costa dei Trabocchi, tutti prodotti facenti parte dei prodotti agroalimentari tradizionali abruzzesi.

## Pane, pizze e dolci

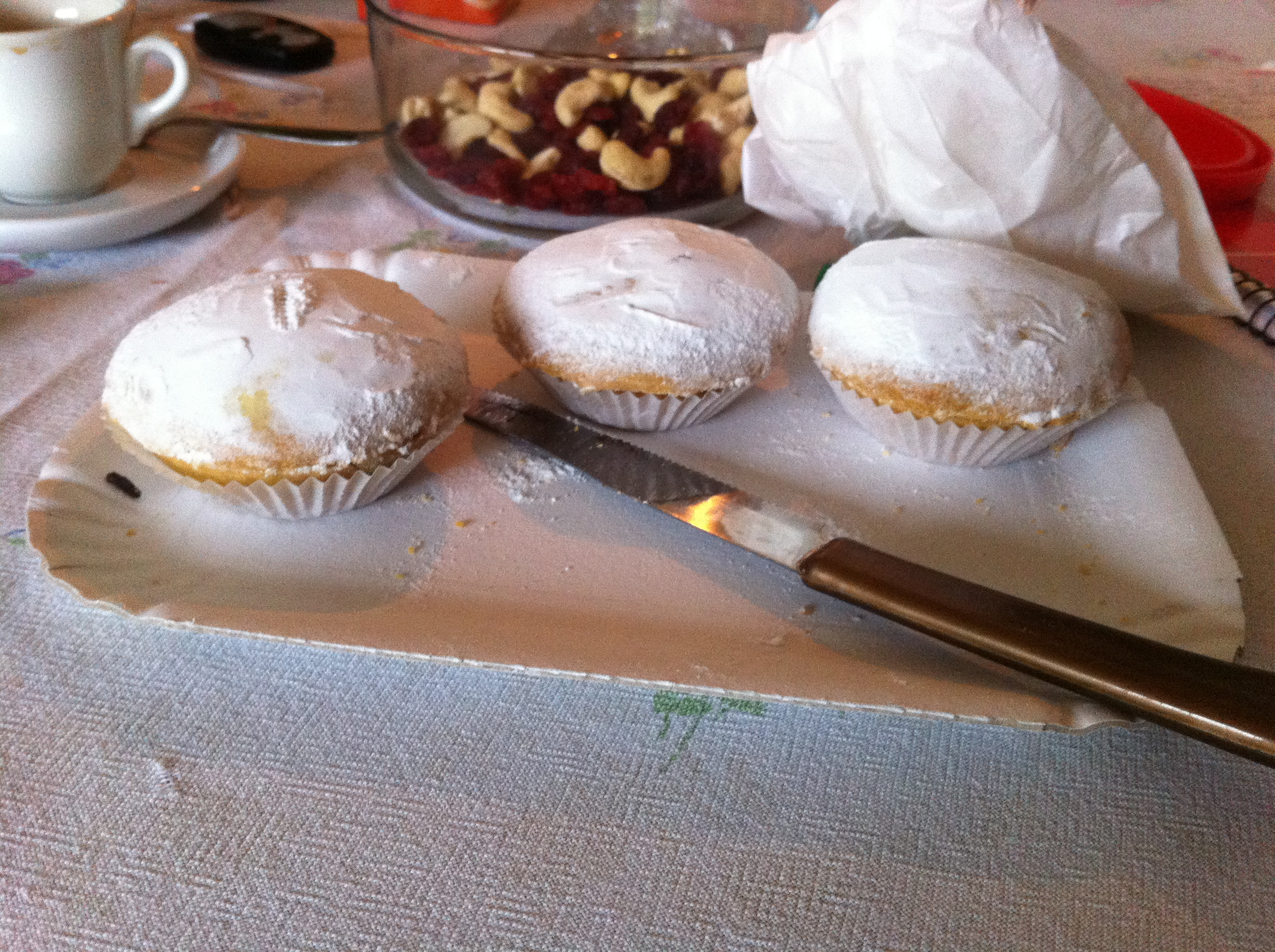
Bocconotto di Castel Frentano

Tra i dolci teatini possiamo citare il Bocconotto di Castel Frentano, i Pasticci di Rapino, la nevola di Ortona, i celli ripieni, le Sise delle monache, dolce tipico di Guardiagrele, in provincia di Chieti, dalla forma un po' particolare, la cui base è costituita da tre palline di pan di Spagna, ricoperto con crema pasticcera, il
Torrone di Guardiagrele, dolce tipico di Guardiagrele, dove è realizzato molto simile al croccante, è composto da mandorle intere tostate mescolate a zucchero, frutta candita e cannella; tutti questi prodotti dolciari rientrano tra i prodotti agroalimentari tradizionali abruzzesi; da citare anche i Taralli di Sant'Antonio, le Lingue di suocera e il Serpentone, dolce tipico di Fara Filiorum Petri, la sfogliatella di Lama dei Peligni; il pane invece, annovera prodotti come il Pane Cappelli e il Pane nobile di Guardiagrele.

## Vini, liquori e olio
Per quanto riguarda l'olio d'oliva, l'Olio agrumato e l'olio Colline Teatine sono gli oli alimentari tipici della zona; i vini invece vedono spiccare il vino Terre Tollesi, oltre ai vari Cerasuolo d'Abruzzo, Montepulciano d'Abruzzo, Trebbiano d'Abruzzo; per i liquori è da segnalare il Ponce.

## Galleria d'immagini

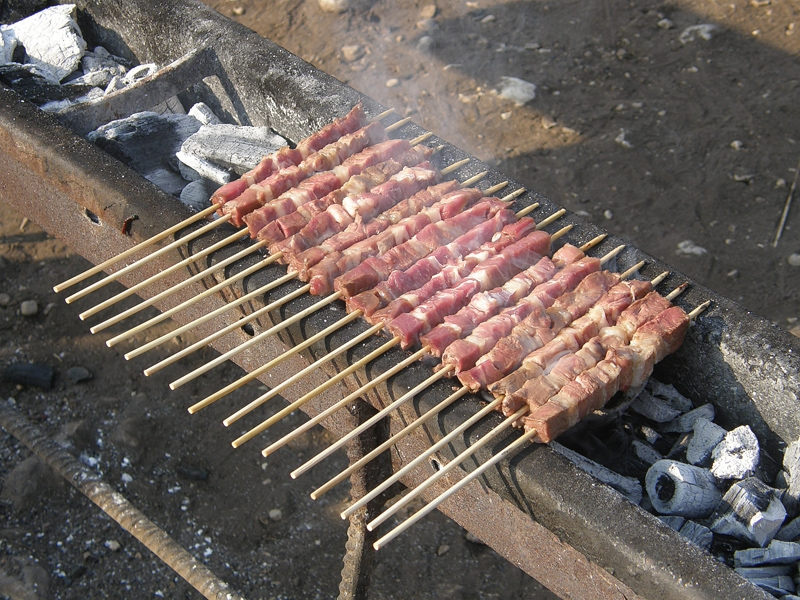
Arrosticini di pecora
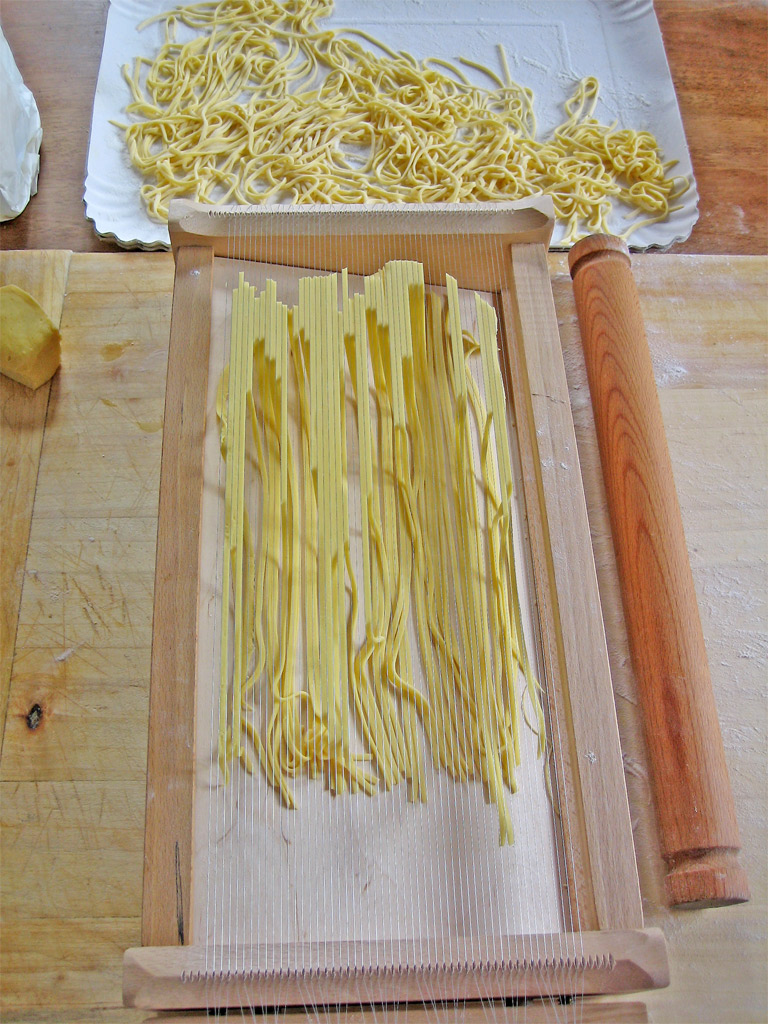
Spaghetti alla chitarra
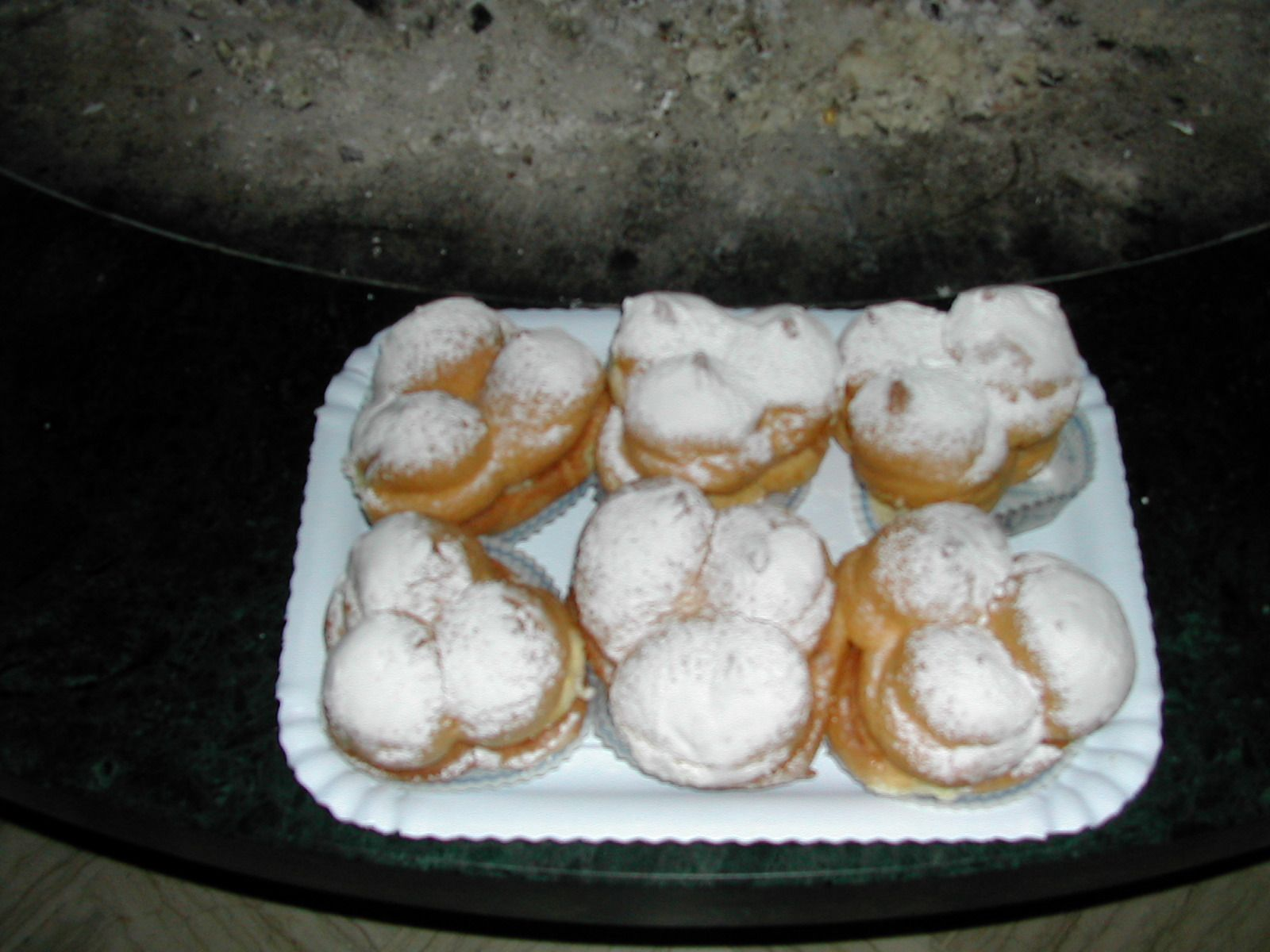
Sise delle monache
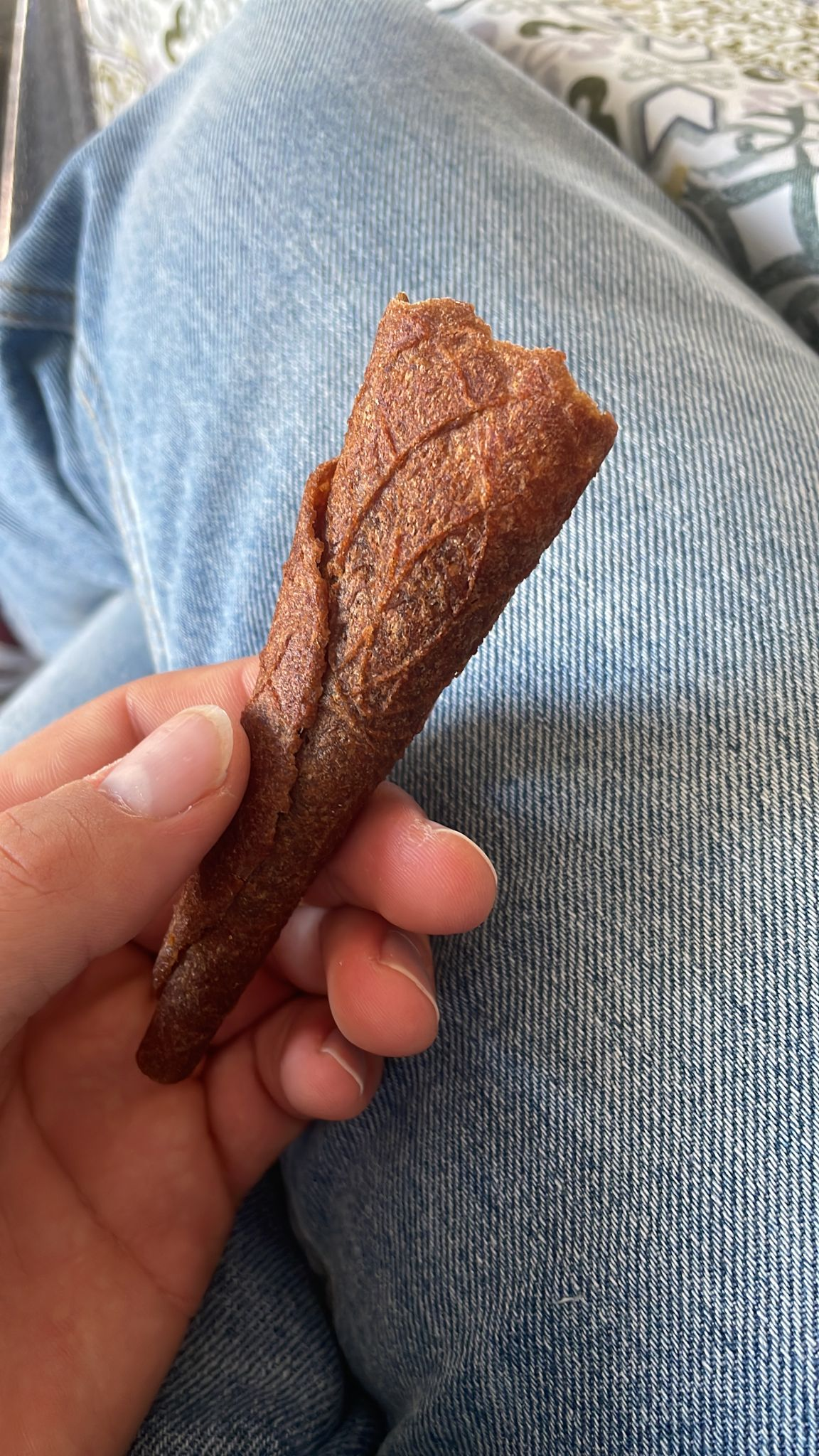
Nevola di Ortona